# Chris Lang
Chris Lang é um escritor, ator e produtor de televisão britânico. Foi baterista da banda de indie rock The Housemartins.